# David Lagercrantz
David Lagercrantz (Solna község, 1962. szeptember 4. –) svéd újságíró és író, televíziós műsorvezető és forgatókönyvíró.

## Életrajza
David Lagercrantz a legfiatalabb az öt testvér közül. Apja Olof Lagercrantz (1911–2002) író és főszerkesztő volt, szülei Carl Lagercrantz bankár és Agnes Hamilton grófnő voltak; utóbbi Erik Gustaf Geijer költő és történész dédunokája volt. Édesanyja, a finn-svéd Martina Ruin (1921–2019) Hans Ruin filozófus és író lánya volt. Marika Lagercrantz színésznő David nővére.
David Lagercrantz interjúiban beszélt arról, hogy félt a kudarctól egy intellektuálisan kiemelkedő családban, a korai depressziótól és az apjával fennálló feszült kapcsolatáról. A stockholmi középiskola elvégzése után filozófiát és vallástörténetet tanult, majd újságírói diplomát szerzett a Göteborgi Egyetemen. Egy sajátos álláshirdetés csábítására a Sundsvalls Tidning helyi újságnál bűnügyi riporterként dolgozott, majd az Expressen esti lapnál, ahol a korabeli főbb bűnügyekkel foglalkozott, melyek közül az egyiket késõbb leírta Änglarna i Åmsele címû könyvében. Bár a bűnügyi riporterként eltöltött ideje sok szempontból meghatározó volt, végül elege lett, és szabadúszó újságírásba kezdett.
1996-ban írt egy darabot Göran Kropp kalandorról, aki alig néhány nappal a Mount Everesten történt katasztrófa után, amelyben nyolc ember meghalt, serpa és oxigén nélkül ért fel a csúcsra. A darabból Lagercrantz első könyve, a Göran Kropp 8000 Plus (1997) lett. 2000-ben kiadta Håkan Lans feltaláló életrajzát Ett svenskt geni (A svéd zseni) címmel, melyet később Patent 986. címmel dokumentumfilmként adaptáltak. Lagercrantz irodalmi áttörését a Syndafall i Wilmslow (Bukás Wilmslow-ban) című 2009-es regény jelentette, amely Alan Turing angol matematikusról és kriptoanalitikusról szól. Első könyveinek közös vonása a kortársaiktól elütő, briliáns különcök életét feldolgozó tematika.

### I Am Zlatan Ibrahimović(2011)

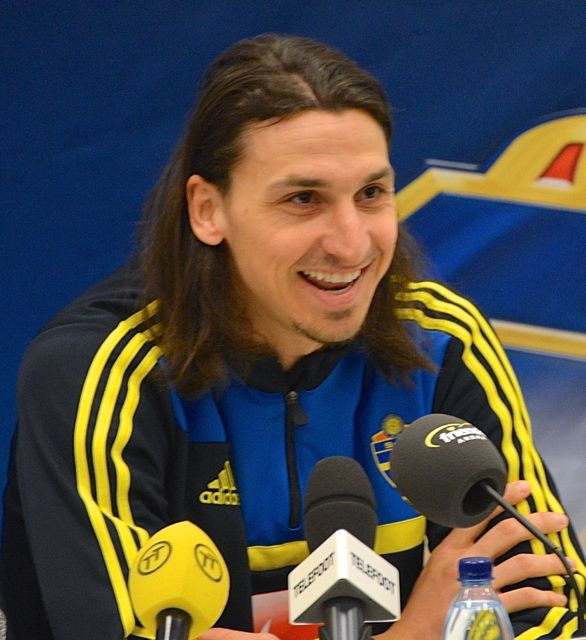
Zlatan Ibrahimović

2011 novemberében jelent meg David Lagercrantz legkelendőbb sportéletrajza, a Jag är Zlatan Ibrahimović. A svéd nyelvű kiadás több mint 500 000 példányban kelt el hat hét alatt, ezzel minden idők leggyorsabban eladott könyvévé vált Svédországban. Ezt az életrajzot ma több mint 30 nyelvre fordították le. Az I Am Zlatan Ibrahimovic nagy figyelmet kapott, mivel ez hozzájárult a fiúk és fiatal férfiak körében megnövekedett érdeklődésű olvasóközönséghez. 2012-ben az August-díjra, 2013-ban pedig az év William Hill sportkönyve címre jelölték. Simon Kuper a Financial Timesban az életrajzot „az utóbbi évek legjobb futballista önéletrajzának” nevezte.
A könyv filmadaptációját (Jag är Zlatan) 2022 márciusában mutatták be Svédországban, és abban az évben a svéd mozik első számú svéd filmje lett. David Lagercrantz írta a forgatókönyvet Jakob Beckmannel együtt. Az I Am Zlatan című filmet a 2023-as Svéd Filmdíjátadó közönségdíjára jelölték. A 2023-as Svéd Filmdíjátadón a legjobb film, a legjobb rendező, a legjobb forgatókönyv, a legjobb színész és a legjobb férfi mellékszereplő kategóriákban is jelölték.

### Millennium sorozat
2013-ban bejelentették, hogy David Lagercrantz negyedik részt ír Stieg Larsson Millennium sorozatában. A bejelentés jelentős figyelmet kapott, pozitívat és negatívat egyaránt. Stieg Larsson partnere például bírálta a projektet. 2015 augusztusában a The Girl in the Spider’s Web (Det som inte dödar oss; Ami nem öl meg) egyidejűleg 27 országban jelent meg. Nemzetközi eladási rekordokat döntött meg, és a bestseller-listák élére került szerte a világon, beleértve a New York Times bestsellerlistáját. A vélemények általában pozitívak voltak. A szintén Lagercrantz által írt két Millennium rész mellett a The Girl in the Spider’s Web több mint 50 országban jelent meg, és a svéd irodalom máig egyik legnagyobb nemzetközi kereskedelmi sikere.
2015-ben Lagercrantz naplót adott ki Det som inte dödar oss című munkájáról, 2016-ban pedig a svéd közszolgálati televíziós dokumentumfilmet adott ki ugyanebben a témában.
A The Girl in the Spider’s Web-et a Sony Pictures adaptálta, a Millennium sorozat első könyvét, amely eredetileg angol nyelven jelent meg. A The Girl in the Spider’s Web című film premierje 2018-ban volt. A filmet Fede Álvarez rendezte, aki Steven Knighttal és Jay Basuval együtt a forgatókönyvet is írta. A Koronából ismert Claire Foy Lisbeth Salandert, míg Sverrir Guðnason Mikael Blomkvistet alakította.
A Millennium sorozat ötödik része, a The Girl Who Takes an Eye for an Eye, 2017-ben jelent meg. A vélemények többnyire kedvezőek voltak, és a könyv a New York Times bestsellerévé vált. Lagercrantz hatodik, egyben utolsó része, a The Girl Who Lived Twice 2019-ben jelent meg. Abban az évben ez volt a legkelendőbb könyv nyomtatott és hangos formában Svédországban.

### A Rekke-Vargas sorozat
Az Obscuritas az első az öt részesre tervezett krimi-sorozatában Hans Rekke professzorról, a kihallgatási technika nemzetközi szakértőjéről és Micaela Vargasról, egy fiatal husbyi utcai zsaruról. Az Obscuritas 2021-ben jelent meg, és az irodalomkritikusok jól fogadták. A Rekke-Vargas sorozat fordítási jogait több mint 30 országba értékesítették.
A Memoria (2023) Lagercrantz Hans Rekke professzorról és Micaela Vargas rendőrőrsről szóló új krimisorozatának második része.

## Magánélete
Házastársa 2004 óta Anne Lagercrantz (született: Bergman, 1973). Két gyermekük van.

## Társadalmi szerepvállalás
Lagercrantz a svéd PEN igazgatótanácsának tagja, amely az elnyomott és bebörtönzött írókért kampányol és támogatja szerte a világon. Lagercrantz a gyermek- és ifjúsági irodalom és az olvasási szokások szószólója is. Aktívan részt vesz a Läsrörelsenben, amelynek 2018-ban tiszteletbeli tagjává választották, olyan szerzők mellett, mint Astrid Lindgren és Lennart Hellsing.
Lagercrantz Jessica Bab mellett vezeti a Brave New World Agency irodalmi ügynökséget. Az ügynökség többek között Lena Andersson svéd írónőt képviseli.
A Lagercrantz jelentős adományokat adományozott olyan szervezeteknek, mint a Läsrörelsen (amely a gyermekek és fiatalok olvasását népszerűsíti), a Grävfonden (újságírók oknyomozó riportok képzését végző alapítvány) és a svéd PEN.
Lagercrantz számos televíziós és rádióműsor házigazdájaként szerepelt Svédországban. Sokat dicsért beszédet mondott a svéd parlament 2022-es világi megnyitó ünnepségén.

## Díjai
- Felkerült az August-díj 2012-re az I Am Zlatan Ibrahimovic.[41]
- Bekerült a William Hill 2013-as év sportkönyvébe(wd) az I Am Zlatan Ibrahimovic-ért.[42]
- Az Esquire(wd) magazin 2015-ben az év legjobb thrillerei közé sorolta a The Girl in the Spider’s Web-et.[43]
- Bekerült a 2016-os Petrona-díjra – Az év legjobb skandináv krimije a The Girl in the Spider’s Web.[44]
- Jelölték a 2023-as Svéd Filmdíjra az I am Zlatan forgatókönyvéért.[22]

## Könyvei
- Göran Kropp 8000 plus (1997), Göran Kropp(wd) életrajza
- Änglarna i Åmsele (1998), non-fiction, az Åmsele hármas gyilkossági ügyről(wd)[45][46]
- Ett svenskt geni (2000), Håkan Lans(wd) életrajza
- Stjärnfall (2001), regény
- Där gräset aldrig växer mer (2002), regény
- Underbarnets gåta (2003), regény
- Himmel över Everest (2005), regény
- Ett svenskt geni – berättelsen om Håkan Lans och kriget han startade (második átdolgozott és bővített kiadás) (2006)
- Syndafall i Wilmslow (2009), regény
- Jag är Zlatan Ibrahimović (2011 Zlatan Ibrahimovićról)
- Millennium(wd)-serien
  - #4 – Det som inte dödar oss(wd) (2015), regény, a Millenium sorozat negyedik része
  - #5 – Mannen som sökte sin skugga(wd) (2017), regény, a Millennium sorozat ötödik része[47]
  - #6 – Hon som måste dö(wd) (2019), regény, a Millennium sorozat hatodik része[48]
- Rekke och Vargas-sorozat

1. Obscuritas (2021)
2. Memoria (2023)

- Dark Music: A Novel, Knopf, 2022. ISBN 978-0-59-331921-5[49]

### Magyarul megjelent
- Ez vagyok én, Zlatan Ibrahimović (Jag är Zlatan Ibrahimović) – Könyvmolyképző, Szeged, 2012 · ISBN 9789632455822 · fordította: Szöllősi Adrienne
- Ami nem öl meg (Det som inte dödar oss; Millennium 4.) – Animus, Budapest, 2015 · ISBN 9789633243336 · fordította: Erdődy Andrea
- Mint az árnyék (Mannen som sökte sin skugga; Millennium 5.) – Animus, Budapest, 2017 · ISBN 9789633245347 · fordította: Erdődy Andrea
- A lány, aki kétszer élt (Hon som måste dö; Millennium 6.) – Animus, Budapest, 2019 · ISBN 9789633242995 · fordította: Szöllősi Adrienne
- Obscuritas (Rekke & Vargas 1.) – Alexandra, Pécs, 2022 · ISBN 978-963-582-319-2 · fordította: Haris Ildikó
- Memoria (Rekke & Vargas 2.) – Alexandra, Pécs, 2024 · ISBN 9789635826766

## Fordítás
- Ez a szócikk részben vagy egészben  a   David Lagercrantz című angol Wikipédia-szócikk fordításán alapul.  Az eredeti cikk szerkesztőit annak laptörténete sorolja fel. Ez a jelzés csupán a megfogalmazás eredetét és a szerzői jogokat jelzi, nem szolgál a cikkben szereplő információk forrásmegjelöléseként.